# قتل داریوش مهرجویی و وحیده محمدی‌فر
قتل داریوش مهرجویی و همسرش وحیده محمدی‌فر، به تاریخ ۲۲ مهرماه ۱۴۰۲ در منزل شخصی‌شان در کرج روی داد. وحیده محمدی فر، همسر داریوش مهرجویی چندروز پیش از به قتل رسیدنشان با روزنامه اعتماد مصاحبه کرده بود و از تهدید فردی ناشناس با چاقو گفته بود. جسد داریوش مهرجویی فیلم‌ساز و نویسنده آثار سینمایی و از چهره های برجسته موج نوی سینمای ایران به همراه همسرش وحیده محمدی‌فر دستیار کارگردان و طراح لباس در خانه شخصی‌شان چنان یافت شد که سر محمدی‌فر تقریباً از بدن جدا شده‌بود. نیروی انتظامی علت قتل را در درجه اول مالی اعلام کرد.

## بررسی
نیروی انتظامی جمهوری اسلامی ایران در بررسی‌های ابتدایی گفت تعداد قاتلان ۳ نفر بوده است، اخبار واصله از نتیجه تحقیقات این نهاد به صورت کلی و دیر مخابره می‌شد که نیروی انتظامی «پیچیدگی پرونده» را دلیل آن شمرد. کمی بعد عنوان شد که فردی که آلت قتاله، گوشی همراه که حاوی مدارک قتل است و مقداری از دارایی‌های محمدی‌فر را به همراه داشته بازداشت‌گردیده و انگیزه قتل مالی بوده است. سه روز بعد پلیس اعلام کرد که ۱۰ نفر را در رابطه با این قتل دستگیر کرده است.

## دستگیری و اعتراف قاتلان

### اعتراف
طبق تحقیقات و مدارکی که پلیس به دست آورد در همان ۲۴ ساعت اول به باغبان افغانستانی سابق باغ مهرجویی که قبلاً به‌خاطر سرقت از این خانه بازداشت شده بود مشکوک شده سراغ او رفته و پس از ساعاتی جستجو او را در حوالی زیبادشت دستگیر کردند. شواهدی که از سوی پلیس به‌دست آمده، جای هیچ شکی باقی نمی‌گذاشت که باغبان سابق مهرجویی، عامل اصلی جنایت است. در این شرایط تحقیقات از وی ادامه یافت تا اینکه ساعت ۳ بامداد ۲۷ مهر لب به اعتراف گشود و اسرار جنایت را فاش کرد. او گفت: بعد از اینکه با شکایت خانواده مهرجویی دستگیر شدم، از آنها کینه به دل گرفتم. آنها به‌خاطر یک جاروبرقی از من نگذشتند و وقتی آزاد شدم، سراغشان رفتم و خواستم ۳۰میلیون تومان که از آنها طلب داشتم را بدهند، اما انکار کردند. من در زمانی که برای آنها کار می‌کردم، ۳۰میلیون تومان طلبکار شده بودم، اما آنها حاضر نبودند این مبلغ را پرداخت کنند و می‌گفتند که هیچ بدهی‌ای به من ندارند. همه اینها باعث شده بود که از آنها کینه به دل بگیرم. در نهایت نیز وقتی دیدم حاضر نیستند پولم را بدهند، نقشه قتل‌شان را کشیدم. شب حادثه به همراه برادرم که سرایدار یکی از ویلاها در شهرک است و ۲ دوست دیگرم که آنها هم در شهرک کار می‌کنند، راهی ویلای مهرجویی شدیم. وقتی در را باز کرد، من به او حمله کردم و با چوب زدمش. برادرم و دوستم هم به اتاق رفتند و همسرش را گرفتند. ابتدا برادرم دستان همسر مهرجویی را گرفت و دوستم با چاقو به او ضربه زد و وقتی بی‌حال شد برادرم هم با چاقو به جان او افتاد. من هم مهرجویی را با چاقو زدم و بعد به اتاق رفتم و وقتی مطمئن شدیم هردویشان مرده‌اند، النگوها و طلاهای همسر مهرجویی، موبایل و اموال دیگر را سرقت و آنجا را ترک کردیم. پس از جنایت، من به خانه‌ام رفتم و چون لباسم خونی شده بود، آن را دور انداختم و یک دست لباس نو خریدم. طلاها، اموال مسروقه و چاقو را هم به دوستم که در شهرک کار می‌کرد دادم تا نگه دارد. بقیه هم هر کدام به خانه‌هایشان رفتند.

### دستگیری متهم چهارم
با اعترافات باغبان مأموران راهی مخفیگاه چهارمین متهم که النگوها، چاقو و اموال مسروقه در اختیار او بود، شدند و این مرد نیز دستگیر شد. با دستگیری متهمان و کشف اموال مسروقه، معمای قتل هولناک داریوش مهرجویی و وحیده محمدی‌فر فاش شد و بعدازظهر پنجشنبه، متهمان تحت تدابیر شدید امنیتی به شهرک زیبادشت، جایی که کارگردان و همسرش قربانی این جنایت شده بودند، منتقل و در برابر دادستان و کارآگاهان جنایی صحنه قتل را بازسازی کردند و به تشریح جزئیات آن شب پرداختند. حمید هداوند فرمانده انتظامی البرز اعلام کرد که هر ۴ قاتل افغانستانی هستند.

## تبعات
انجمن سینماداران ایران پیشنهاد یک دقیقه سکوت در روز چهارشنبه را به احترام مرگ این دو و باز-اکران فیلم گاو را مطرح کرد.
قوه قضائیه جمهوری اسلامی ایران ضمن تشکیل پرونده برای چند رسانه شایعه پرداز در موضوع قتل، با تأکید بر نقش انحصاری قوه قضاییه در اطلاع‌رسانی دربارهٔ این پرونده، تهدید کرد در صورت تکرار «شایعه‌سازی» برخوردها ادامه خواهد داشت.
بهروز افخمی در تاریخ ۲۸ مهر ۱۴۰۲ با انتشار یک ویدیو در صفحه اینستاگرام خود گفت: «من فکر می‌کنم که ممکن است قتل داریوش مهرجویی کار سرویس امنیتی اسرائیل باشد و آنها به کریم دستور این کار را دادند.»